# Orimarga (Diotrepha) concinna
Orimarga (Diotrepha) concinna is een tweevleugelige uit de familie steltmuggen (Limoniidae). De soort komt voor in het Neotropisch gebied.